# Уманский полк
У́манский полк — военно-административная единица Войска Запорожского со столицей в Умани, созданная в 1648 году.

## История
Полк был создан в начале восстания Хмельницкого на территории восточной части Брацлавского воеводства Речи Посполитой и контролировал уманскую часть Чёрного шляха. По Зборовскому реестру 1649 года полк насчитывал 2976 казаков в 14 сотнях. В 1670-1672 годах полк был столичным полком пропольского гетмана Михаила Ханенко. В результате военных действий польско-турецкой войны 1672—1676 годов и разорения территории полк прекратил своё существование после Журавненского мира 1674 года. Умань и территория полка были полностью заняты турецкими войсками, а население полка переселилось на Левобережье и вошло в состав Полтавского полка. В 1702 году в ходе восстания Семёна Палия полк был восстановлен в качестве формирования восставших правобережных казаков и просуществовал до 1712 года.

## Полковники
Полковники Уманского полка:
1. Ганжа, Иван (1648) — погиб в битве под Пилявцами 11 сентября 1648 года
2. Байбуза, Степан — наказной полковник в 1648—1649.
3. Глух, Иосиф (1649—1655)
4. Держаловский, Григорий — наказной полковник в 1651.
5. Иванов, Самуил — наказной полковник в 1651.
6. Грозденко, Иван — наказной полковник в 1652.
7. Грошевский — наказной полковник в 1653.
8. Нечай, Матвей — наказной полковник в 1653.
9. Угриненко, Семён (1654—1656)
10. Ханенко, Михаил Степанович — наказной полковник в 1655, полковник в 1656—1658.
11. Угриненко, Семён — наказной полковник в 1657.
12. Беспалый, Иван Фёдорович (1658)
13. Ханенко, Михаил Степанович (1658—1661)
14. Булыга, Максимилиан (1659)
15. Лизогуб, Иван Кондратьевич (1661—1663)
16. Ханенко, Михаил Степанович (1663—1666)
17. Булыга, Максимилиан (1664)
18. Белогруд, Григорий (1664)
19. Корсунец, Андрей (1664)
20. Сербин, Иван Юрьевич (1664—1665)
21. Лизогуб, Иван Кондратьевич (1666)
22. Белогруд, Григорий (1666—1667)
23. Яненко-Хмельницкий, Павел Иванович (1667)
24. Ханенко, Михаил Степанович (1667—1671)
25. Белогруд, Григорий (1671—1672)
26. Грозденко, Иван (1672—1673)
27. Скидан (1673)
28. Белогруд, Григорий (1673)
29. Яворский, Степан (1673—1674)
30. Сененко, Никита (1674—1675)
31. Лукомский, Василий (1709)
32. Попович (1712)